# Melodije Mostara
Melodije Mostara je međunarodni festival zabavne glazbe koji se svake godine u proljeće održava u športskoj dvorani na Bijelom brijegu, u Mostaru. Prve Melodije Mostara su održane 1995. godine i bio je to prvi hrvatski glazbeni festival zabavne glazbe u Bosni i Hercegovini. Festival je natjecateljskog karaktera.

## Povijest
Festival je utemeljen 1995. godine nakon što je završio rat. 
Prvi se je festival održao u Hrvatskom domu Herceg Stjepan Kosača pod imenom Hrvatski glazbeni festival Melodije Mostara. 
Festival je rastao značenjem.
Jedno je vrijeme nosio ime Hrvatski festival zabavne glazbe Melodije Mostara.Vremenom je postao međunarodni. 

### 1995.
Podatci prema 

Festival je nosio naslov Hrvatski festival zabavne glazbe Melodije Mostara.
- glavni pokrovitelj: Slobodna Dalmacija
- organizator: Mostar koncert
- izdavač nosača zvuka i slike: Mostar koncert
- sudionici: izvođač Moć tišine - skladba Iza stakla, Don Mateo i Monika - Prvi ples, Express - Ide proljeće, Marko Vlaho - Da se vratiš molit neću, Galeb - Da i ne, Tomislava Miše Tommy - Da je san, Milo Hrnić - Kad mostarski behar zamiriše, Ranko Boban - Bit će zora bit će dana, Dražen Žanko - Hej noći prokleta, Toni Ćavar - Pismo Mari, Marina Tomašević - Miris plavog jastuka, Zdravko Škender - Kud me vodiš moj živote, Vedran Ivčić - Majko ostala si sama, Nenad Vetma - Mene život razočarao, Dražen Zečić - Nebeski svati, Meri Cetinić - Kiše mostarske, Mladen Grdović - Ti si moja bol, Oliver Dragojević -Split i Mostar obadva, Mate Bulić - Reci mala, Antonijo - Kad za tvoje pitaju mi ime, Zoran Jelenković - Gdje si Marija, Vinko Coce - Suzo moja rođena, Staklena dama - Pozdravi sve.

- izvođač, dobitnik Grand prixa: Vinko Coce, za skladbu Suzo moja rođena
- izvođač, 1. mjesto, izbor publike: Zoran Jelenković, za skladbu Gdje si moja Marija

### 1996.
- izvođač, dobitnik Grand prixa: Giuliano, za skladbu Tama
- izvođač, 1. mjesto, izbor publike: Mobitel, za skladbu Pjevaj sestro, pjevaj brate
- sudionici:

### 1997.
- izvođač, dobitnik Grand prixa: Branimir Mihaljević, za skladbu Doma najbolji sam ja
- izvođač, 1. mjesto, izbor publike: Antonio i Nena, za skladbu Dobra ti večer, moja draga
- sudionici:

### 1998.
- izvođač, dobitnik Grand prixa: Giuliano, za skladbu Evo noć
- izvođač, 1. mjesto, izbor publike: Siniša Vuco, za skladbu Mostaru s ljubavlju
- sudionici:

### 1999.
- izvođač, dobitnik Grand prixa: Ivan Mikulić, za skladbu Pustite me da je volim
- izvođač, 1. mjesto, izbor publike: Antonio i Marinela, za skladbu Ja ću plakat za tebe
- sudionici:

### 2000.
- izvođač, dobitnik Grand prixa: Alen Nižetić, za skladbu Kad slavuji zapjevaju
- izvođač, 1. mjesto, izbor publike: Thompson, za skladbu Ne pitaj mene
- sudionici:

### 2001.
Nosio je ime Hrvatski festival zabavne glazbe Melodije Mostara.
- stručni ocjenjivački sud: predsjednik Dragan Džidić, Ivica Krajač, Ivo Lesić, Živko Ključe, Tihomir Begić[2]
- umjetnički direktor: Ivica Krajač[2]
- izvršni producent: Ivo Lesić[2]
- medijski pokrovitelj: Slobodna Dalmacija[2]
- organizator: Mostarkoncert[2]
- izvođač, dobitnik Grand prixa: Thompson i Tiho, za skladbu Stari se
- izvođač, 1. mjesto, izbor publike: Thompson i Tiho, za skladbu Stari se
- skladbe izabrane za izravni nastup u polufinalnoj večeri: Sanjam da ti sviram (glazba: I. Prajo, stihovi: A. Kunštek, aranžman: T. Preradović), Zbog ljubavi (T. Mrduljaš-T. Mrduljaš - T. Mrduljaš), Gdje si sada oko moje (F. Kraljević - F. Kraljević - N. Bratoš), Imaš li ti srca (N. Ban - Ž. Vuco - A. Pecotić), Meni pjesma ostaje (M. Musa - M. Musa - I. Lesić), Rijeka ljubavi (H. Papić Borozan - H. Papić Borozan - A. Limić), Sivi sokole (M. Pospiš - M. Pospiš - V. Ostojić), Ispod mosta mog Mostara (J. Stanić - J. Stanić - Tajna veza), Ti i Hercegovina (fra Š. Ćorić - fra Š. Ćorić - S. Kalođera), Dal' je ljubav ta (K. Knezović - D. Čuljak - Teatar), Crno oko (F. Kraljević - F. Kraljević - D. Raguž/D. Marušić), Noćas su plakale zvijezde (D. Kalođera - D. Kalođera - D. Kalođera), Sudbina (Blanša - Blanša - E. Botrić), Anđele moj (M. Akmadžić - M. Akmadžić - I. Lesić), Vjetar s mora (D. Matičević - O. Savičević - D. Matičević), Bećarska (P. Križanović - P. Križanović - P. Križanović), Tvoje ime znam (Ž. Luketina - Ž. Luketina - D. Juričić), Jedna, jedina (Z. Milović - Z. Milović - I. Lesić), Zaboravi zore (I. Lesić - A. Lasić - I. Lesić), Sve do kraja (A. Đuderija - A. Đuderija - Boris Krivec), Jedina (A. Lasić - A. Lasić - A. Lasić), Ne mogu bez nje (A. Raguž - A. Raguž - R. Kazinoti), Novo jutro (I. Lesić - A. Kahle - I. Lesić), Lagala bih (Ž. Škarpona - Ž. Vuco - Ž. Škarpona/Ž. Šparmajer), Lijepo naše (S. Nano Vlašić/G. Baranac - S. Nano Vlašić/G. Baranac - S. Nano Vlašić/G. Baranac), Silo (S. Bogdan - J. Džolić - I. Lesić). Pričuvne skladbe: Za prvu ljubav (I. Gorše - R. Stilinović - J. Cvitanović), Zbog tebe (I. Lesić - I. Lesić - I. Lesić)[2]

### 2002.
- izvođač, dobitnik Grand prixa: Lily, za skladbu Borit ću se ja
- izvođač, 1. mjesto, izbor publike: Jole, za skladbu Suza Gospina
- sudionici:

### 2003.
- izvođač, dobitnik Grand prixa: Paula Jusić i Kemal Monteno, za skladbu Nakon toliko godina
- izvođač, 1. mjesto, izbor publike: Divlje ruže, za skladbu Kad riječi zanijeme
- sudionici:

### 2004.
- izvođač, dobitnik Grand prixa: Lily, za skladbu Kad ljubav nije pobjeda
- izvođač, 1. mjesto, izbor publike: Tiho Orlić, za skladbu Dobra vila
- sudionici:

Podatci za Dječji festival Melodije Mostara (Male melodije) prema
- mjesto održavanja: športska dvorana na Bijelom brijegu, Mostar
- organizator: Mostarkoncert
- suorganizator: Federalna televizija
- direktor: Dragan Džidić Džida
- umjetnički direktor: Ivica Krajač
- izvršni producent: Ivo Lesić
- voditelj: Siniša Cmrk
- 16 sudionika

### 2005.
- izvođač, dobitnik Grand prixa: E.T., za skladbu Noćas umiru stare ljubavi
- izvođač, 1. mjesto, izbor publike: Ivan Mikulić, za skladbu Lovac
- sudionici:

### 2006.
Podatci prema
- organizator: Mostar koncert
- sudionici: izvođačice Divlje ruže (Ivana Dolić i Danijela Marija Zovko) - skladba Zelena bajka, Ivan Mikulić i HKUD Hercegovac - Igraj, igraj, nemoj stat, Žanamari - Nema više razloga, Gracia - K'o nagazna mina, Hrabro srce - Stvoreni da starimo, Ivan Ilić - Što sam ja bez tebe, Lana Klingor - skladba ..., Do posljednjeg daha - Nebo boje trešnje, Selma Muhedinović - skladba ..., Frenky i Estera - skladba ..., Posebna vožnja - skladba ..., Josipa Vukoja - skladba ..., Danni - skladba ...

- izvođačice, dobitnice Grand prixa: Divlje ruže, za skladbu Zelena bajka
- izvođačica, dobitnica 2. nagrade stručnog ocjenjivačkog suda: Mija Martina za skladbu Jedan i jedini (autor: Zoran Milović)
- izvođači, dobitnici 3. nagrade stručnog ocjenjivačkog suda: Hrabro srce za skladbu Stvoreni da starimo
- posebna nagrada stručnog ocjenjivačkog suda: Lana Klingor
- izvođač, 1. mjesto, izbor publike: Ivan Mikulić i HKUD Hercegovac za skladbu Igraj, igraj, nemoj stat
- izvođačica, 2. mjesto, izbor publike: Žanamari, za skladbu Nema više razloga
- izvođačica, 3. mjesto, izbor publike: Gracia, za skladbu K'o nagazna mina
- najbolja debitantica: izvođačica Josipa Vukoja
- nagrada dijaspore: izvođačica Danni
- najbolja interpretacija pjesme: izvođač Ivan Ilić - skladba Što sam ja bez tebe
- najbolja skladba: izvođač Do posljednjeg daha - skladba Nebo boje trešnje
- najbolji scenski nastup: Selma Muhedinović
- nagrada radijskih i televizijskih postaja: izvođači Frenky i Estera

### 2007.
- izvođač, dobitnik Grand prixa: Ivan Mikulić, za skladbu Ja sam Hercegovac
- izvođač, 1. mjesto, izbor publike: Goran Škerlep, za skladbu Neretva
- sudionici:

### 2008.
- supokrovitelj: Vlada županije Zapadnohercegovačke[6]
- izvođač, dobitnik Grand prixa: Ivan Mikulić, za skladbu Hercegovino
- izvođač, 1. mjesto, izbor publike: Josipa Vukoja, za skladbu Probudi me
- sudionici:

### 2009.
Podatci o festivalu:
- vrijeme održavanja: 24. – 26. travnja 2009.; 24. polufinalna večer, 25. - finalna, 26. - Male Melodije
- mjesto održavanja: športska dvorana na Bijelom brijegu
- direktor: Dragan Džidić - Džida
- producent: Toni Eterović
- umjetnički ravnatelj: Ivica Krajač
- scenografija: Vanja Čistopoljski
- nosač zvuka: objavila Croatia Records
- sudionici: 
izravno u završnu večer: Josip Bilać (Mostar), Alen Slavica (Došlo vrijeme), Zoran Jelenković (Hladne kiše), Jacques Houdek (Dužna si), Franko Krajcar i Kristina Jurman Ferlin (Jedina), Goran Škerlep (Tebi ću se vratit), Crvena jabuka (Mnogo ruža), Antonija Šola (K'o lane ranjena), Max Hozić (Ja živim za tebe), Lidija Bačić (Kraj), Zvone Boem (Moj Mostare), Igor Vukojević (Bura)
polufinalisti: Ivan Buhač (Tren istine), Toni Janković (Moj stric Mijo), sastav If (Spasi me od mene same), Ivana Benc (Tiho kaži mi), Dado Čaušević (Marija), Toni Markovski (Jedna jedina), Dragoljub Sladojević (To nisi smjela), Robert Čolina (Sad te ostavljam), Anđela Zelenika (Skini s mene ove čini), Karlo Zeljko (Šta je život), Ićo i Anna (Ako sad odeš), Dado Kukić (Crna haljina), Ivan Ilić (Slatki otrove), Antonio Čarapina (Odavde do sjećanja), Ivona Urošević (Prodano srce), Valetina Briški (Samo ti mi daj), Kristijan Čerkez (Odnijela si sve), Dora (Ranjena), Bruno Baković (Čežnja za rodnim krajem), Rusko (Istanbul).
- pratnja: festivalski orkestar (prvi put), prateći vokali (Teo Brajčić i dr.)
- voditelji: Ahmed Al Rahim Antimon, Mladen Horvat i Damir Folnegović (iz "Večernje škole")
- voditelj Malih melodija: Mario Drmać
- sudionici Malih melodija:

#### Nagrade
- izvođač, dobitnik Grand prixa "Zlatno sunce Mostara", izbor sudaca:
- izvođač, 2. mjesto, izbor sudaca:
- izvođač, 3. mjesto, izbor sudaca:
- izvođač, 1. mjesto, izbor publike, "Srebreno srce Mostara":
- izvođač, 2. mjesto, izbor publike:
- izvođač, 3. mjesto, izbor publike:
- najuspješniji debitant:
- najbolji scenski nastup:
- najbolja interpretacija:
- najljepša pjesma o Mostaru:

### 2013.
Podatci o festivalu:
- vrijeme održavanja: 4. – 6. travnja 2013.
- mjesto održavanja: Hrvatski domu Hercega Stjepana Kosače
- direktor: Kristijan Čarapina
- producent:
- umjetnički ravnatelj:
- scenografija:
- nosač zvuka:
- sudionici: Dean Dvornik (pjesma "Što ćeš mi sad", tekst Boris Hrepić, glazba Dean Dvornik, aranžman The Obala - nagrada žirija i publike),[13] Romeo Nikolić, Željka Bošnjak, Ivo Amulić, Josip Bilać, Antonio Čarapina, Igor Vukojević, Ivan Mikulić, Berny & Baz, Paula Jusić, Katarina Ošo, Macao Band, Dijego Zulijani, Bruno Baković, Jasmin Fehrić, Željko Ćoruka Čupo, grupa 'Versi', grupa 'IF', klapa Hrvoje, Žanamari & J'Animals, Alen Slavica, Zoran Jelenković, Zdravko Krtalić - Pipa, Tanja Žagor

#### Nagrade
- izvođač, dobitnik Grand prixa "Zlatno sunce Mostara", izbor sudaca: klapa Hrvoje (Mostar) i skladba 'Sto godina skupa' (tekst:Željko Kozina - glazba: Ranko Boban - aranžman: Mahir Sarihodžić i Vitomir Dugandžić.)
- izvođač, 2. mjesto, izbor sudaca:
- izvođač, 3. mjesto, izbor sudaca:
- nagrade publike: Željko Ćorluka – Čupo, Bruno Baković, Dean Dvornik, Ivan Mikulić, Jasmin Fehrić i Ivo Amulić
- najuspješniji debitant:
- nagrada dijaspore: Macao Band - Momačko veče (tekst: F.Batinić - glazba:F.Batinić)
- najbolja koreografija: Zdravko Krtalić - Pipa
- najbolja interpretacija: Žanamari & J'Animals za skladbu 'Slobodan pad'
- najbolja glazba: Alen Slavica za pjesmu 'Kad sam s tobom tuga prestaje'
- najbolji aranžman: Zoranu Jelenkoviću za pjesmu 'Sanjam' (Šime Jelenković - tekst i Kristofor Josip Jurjević - glazba i aranžman)[14]
- posebna nagrada Grada Mostara: Tanja Žagor koja je izvela skladbu 'Zaljubljena u život'
- najljepša pjesma o Mostaru:

- Male Melodije Mostara:[15]

### 2014.
Podatci o festivalu:
- vrijeme održavanja: 25. i 26. travnja 2014.
- mjesto održavanja:
- direktor: Kristijan Božo Čarapina
- producent:
- umjetnički ravnatelj:
- scenografija:
- nosač zvuka:
- voditelji: Snježana Delić i Dejan Kukrić
- stručni ocjenjivači sud: predsjednik Kristijan Božo Čarapina
- sudionici: klapa Hrvoje (Mostar), klapa Trebižat & tamburaški sastav Geraši, Bernard Kumić Berny & klapa Godimenti, Zoran Jelenković, Alen Slavica, Pero Križanović i Slobodan Mišević, Bruno Baković, Zoran Begić i Sanja Boban, Željka Bošnjak, Antonio Čarapina, Romeo Nikolić, Željko Krušlin, Elma Burnić i Max Hozić, Tomislav Gelo, Dženan Jahić, Goran Škerlep, Diego Zuliani, Marija Žepić, Anamarija Filipović, Denny Lager, Ines Huskić, grupa „Nešto između", grupa Versi, grupa Banana

#### Nagrade
- izvođač, dobitnik Grand prixa "Zlatno sunce Mostara", izbor sudaca: Bruno Baković za skladbu Dobro večer srećo moja
- izvođač, 2. mjesto, izbor sudaca: klapa Hrvoje koji su izveli pjesmu Moj sritni zavičaj
- izvođač, 3. mjesto, izbor sudaca: Zoran Jelenković
- izvođač, 1. mjesto, izbor publike, "Srebreno srce Mostara": Zoran Begić i Sanja Boban
- izvođač, 2. mjesto, izbor publike: grupa Nešto između
- izvođač, 3. mjesto, izbor publike:  Željko Krušlin
- najuspješniji debitant: lapa Trebižat i Tamburaški sastav Geraši koji su izveli pjesmu To je moja Hercegovina
- nagrada dijaspore:  Tomislav Gelo
- najbolja koreografija:
- najbolja interpretacija: pjesma Davno, davno Elme Burnić i Maxa Hozića.
- najbolja glazba: pjesma Božja Arija koju su izveli Pero Križanović i Slobodan Mišević.
- najbolji aranžman:  Diego Zuliani za pjesmu pod nazivom „Ono nešto između“  (glazba i stihovi Darko Kalogjera)[18]
- posebna nagrada Melodija Mostara:  Goran Škerlep za pjesmu Evo mene dome moj
- posebna nagrada Grada Mostara: Dženan Jahić za skladbu Mostarski behari
- najljepša pjesma o Mostaru: pjesma Stari moj Alena Slavice

- Male Melodije Mostara

## Vanjske poveznice
- Službene stranice  Arhivirana inačica izvorne stranice od 14. svibnja 2011. (Wayback Machine)
- Melodije Mostara na Facebooku